# Земетресение в Съчуан (2008)
Земетресението в Съчуан през 2008 година е най-голямото през последните 30 години в Китайската народна република. То се случва в 14:28 CST (09:28 EET) на 12 май 2008 г., с център в окръг Вънчуан, провинция Съчуан, Югозападен Китай. Магнитудът му е 8 по скалата на Рихтер според Държавното сеизмологично бюро на Китай.
Земетресението води до голям брой човешки жертви. По данни на китайското правителство от 24 май са загинали 60 560 души, а 26 221 все още се водят за безследно изчезнали. Ранените са повече от 352 290. Смята се, че въпреки това жертвите щяха да бъдат много по-многобройни, ако епицентърът беше в близост до столицата на провинцията Чънду.

## Реакция на китайското правителство
Министър-председателят Уън Дзябао пристига на мястото на бедствието броени часове след като то се е случило и утешава жителите със своя призив „да бъдат спокойни, смели и да имат доверие“. и изисква още полунощ същия ден да бъдат възстановени пътищата в окръга Вънчуан, с цел за което призовава военнослужещите всемерно да допринесат за възстановяването им, за да се извършат издирвателно-спасителни операции 
Предполага се, че са разрушени половин милион сгради.
В същото време едновременно с посещението на премиера е свикано спешно заседание на Политбюро на ЦК на ККП, на което президентът Ху Дзинтао призовава отстраняването на последствията от земетресението да стане „особено належаща задача“ за партийните комитети и местните правителства. . В отговор на този призив високопоставен служител от местните власти заявява, че на 98% от изгубилите дома си ще бъде предоставено ново временно жилище в рамките на един месец.
По данни на говорител на китайското МВнР нито един чуждестранен гражданин не е загинал, нито пострадал. 
Заместник-министър-председателят Хуей Лянюй, узнавайки за случилото се, прекъсва незабавно официалното си посещение в Уругвай и се връща в КНР. 
Множество данни за жертви има от съседните на Съчуан провинции (по данни от 13 май) – в Гансу загиналите са 189, пострадалите – 877 , а в Гандзи-тибетския автономен окръг загиват шестима, а ранените са 12. 

## Международни реакции
- Представител на Външното министерство на Ислямска република Иран Али Хосейни заявява на 13 май, че иранското правителство и народ изразяват дълбоки съболезнования на китайското правителство и народ, а също и лично съчувствие на роднините на загиналите от земетресението. [10][11]